# Joaquín Capilla
Joaquín Capilla Pérez (ur. 23 grudnia 1928 w Meksyku, zm. 8 maja 2010 tamże) – meksykański skoczek do wody. Wielokrotny medalista olimpijski.
Uchodzi za najwybitniejszego meksykańskiego skoczka do wody w historii. Na igrzyskach debiutował w Londynie w 1948, ostatni raz wystąpił w Melbourne 8 lat później. Za każdym razem, podczas trzech startów, zdobywał medale (łącznie cztery). Największy sukces odniósł w 1956 – zwyciężył w rywalizacji na wieży, a w skokach z trampoliny zajął trzecie miejsce. Dwukrotnie, w 1951 i 1955, zdominował rywalizację na igrzyskach panamerykańskich, zdobywając po dwa złote medale.

## Starty olimpijskie
Londyn 1948
- wieża – brąz
- trampolina – 4. miejsce

Helsinki 1952
- wieża – srebro
- trampolina – 4. miejsce

Melbourne 1956
- wieża – złoto
- trampolina – brąz

Jego brat Albero Capilla również był skoczkiem do wody, olimpijczykiem z 1952 i 1956.